# Lamotte-Picquet (Schiff)
Die Lamotte-Picquet war ein schraubengetriebener Aviso 2. Klasse der Französischen Marine, benannt nach dem französischen Admiral des 18. Jahrhunderts Toussaint-Guillaume Picquet de la Motte (1720–1791). Sie war das Typschiff einer Klasse von insgesamt neun Einheiten, die zwischen 1858 und 1860 auf Kiel gelegt und zwischen 1859 und 1863 in Dienst gestellt wurden. Die beiden ersten Einheiten wurden gleichzeitig mit denen der D'Estaing-Klasse im August 1857 bei der Marinewerft in Cherbourg in Auftrag gegeben. Die nachfolgenden sieben Schiffe wurden auf Privatwerften gebaut, auch um diesen Beschäftigung zu geben. Die Curieux wurde in Honfleur gebaut, die folgenden vier in Bordeaux, und die beiden letzten in Ajaccio. Die fünf in Honfleur und Bordeaux gebauten Schiffe wurden gegen Ende 1859 geordert, die beiden restlichen im November 1860.

## Bau und Technische Daten
Die ungepanzerten, aus Holz gebauten Schiffe hatten eine Länge von 54,55 Metern in der Wasserlinie und 56,50 m über Alles und eine Breite von 8,50 m (8,30 in der Wasserlinie). Sie hatten maximal 3,82 m Tiefgang und verdrängten 672 Tonnen (standard) bzw. 736 Tonnen (maximal). Drei der Schiffe (Lamotte-Picquet, Coëtlogon und Curieux) waren mit einer Dampfmaschine von Mazeline Frères (Le Havre) ausgestattet, die anderen sechs mit je einer 2-Zylinder-Maschine von Forges et Chantiers de la Méditerranée (FCM). Die Höchstgeschwindigkeit unter Dampf betrug bei Versuchsfahrten zwischen 7,9 und 11,25 Knoten. Die Bunkerkapazität betrug 100 Tonnen. Die Segelfläche betrug 848 bis 878 m². Die Schiffe hatten 65–89 Mann Besatzung.
Die Bewaffnung war unterschiedlich und wurde mehrfach geändert. 1860–1862 bestand sie aus zwei 16-cm-Geschützen. Dann wurden stattdessen vier 12-cm bronzene Vorderlader-Feldgeschütze eingebaut. 1866 wurden diese auf der Diamant und der Amphion durch ein 16-cm- und zwei 12-cm-Vorderlader ersetzt. 1867 wurde die Bewaffnung in zwei 14-cm- und zwei 12-cm-Vorderlader umgewandelt. 1872 schließlich wurden vier 14-cm-Vorderlader eingebaut.

## Laufbahn
Die Lamotte-Picquet wurde am 18. Februar 1858 beim Marinearsenal in Cherbourg auf Kiel gelegt und lief am 18. Mai 1859 vom Stapel. Nach ihrer Indienststellung am 24. November 1859 diente sie bis Februar 1863 in den französischen Überseebesitzungen in Westafrika, von August 1864 bis August im Südatlantik, und von August 1867 bis Juli 1870 in Indochina und im Pazifik. Im April 1873, während der Unruhen in Spanien, evakuierte sie 80 Nonnen von Málaga nach Oran. Von Januar 1874 bis Dezember 1875 diente sie wiederum mit dem Südatlantik-Geschwader, danach von März bis Oktober 1877 auf der Neufundland-Station. Im Mai 1878 ging sie von Toulon nach Tahiti; unterwegs wurde sie bei der Niederschlagung des Aufstands der Kanak in Neu Kaledonien eingesetzt, so dass sie erst im Mai 1879 auf ihrer neuen Station in Papeete eintraf. Dort diente sie bis März 1880. Im Juli 1880 kam sie nach Lorient zurück. Die Bewaffnung wurde ausgebaut, und das Schiff wurde am 26. Februar 1881 aus der Liste der aktiven Schiffe gestrichen und danach in Lorient als Wohnschiff und Stabsschiff für eine Torpedobootsflottille benutzt. Es wurde im Februar endgültig ausgemustert und 1892 abgewrackt.

## Schwesterschiffe
Die Amphion lief am 21. April 1866 bei Vera Cruz auf Grund und sank. Die Rümpfe der Lutin, Lynx und Tancrède wurden schon so schnell schadhaft, dass diese drei Schiffe schon in den Jahren 1866–1868 wieder abgewrackt werden mussten. Ihre Maschinenanlagen wurden in anderen Avisos wiederverwendet. Die Coëtlogon, Curieux und Diamant wurden 1879 abgewrackt. Die Adonis beendete ihre Laufbahn als Hulk in Rochefort und wurde 1907 abgewrackt.
| Name            | Bauwerft                | Kiellegung        | Stapellauf        | Indienststellung  | Dienstende                     |
| --------------- | ----------------------- | ----------------- | ----------------- | ----------------- | ------------------------------ |
| Lamotte-Picquet | Marinearsenal Cherbourg | 18. Februar 1858  | 18. Mai 1859      | 24. November 1859 | 26. Februar 1881, ausgemustert |
| Coëtlogon       | Marinearsenal Cherbourg | 21. April 1858    | 4. Juni 1859      | 10. Februar 1860  | 2. November 1877, ausgemustert |
| Curieux         | E. Cardon, Honfleur     | 1860              | 13. Dezember 1860 | 13. Februar 1861  | 14. Februar 1879, ausgemustert |
| Diamant         | Arman, Bordeaux         | 15. Dezember 1859 | 8. Mai 1861       | 1. August 1861    | 7. Mai 1878, ausgemustert      |
| Lutin           | Arman, Bordeaux         | 15. Dezember 1859 | 25. April 1861    | 1. August 1861    | 13. Februar 1868, ausgemustert |
| Lynx            | Moulinié, Bordeaux      | 1. Dezember 1859  | 10. Mai 1861      | 16. Oktober 1861  | 21. Juni 1866, ausgemustert    |
| Tancrède        | Bichon, Bordeaux        | 1. Dezember 1861  | 25. Mai 1861      | 17. Oktober 1861  | 21. Juni 1866, ausgemustert    |
| Adonis          | Arman, Ajaccio          | 1860              | 15. Januar 1863   | 18. Juli 1863     | 27. März 1883, ausgemustert    |
| Amphion         | Arman, Ajaccio          | 1860              | 9. Mai 1863       | 12. Oktober 1863  | 21. April 1866, gesunken       |